# Italo Sgobbo
Italo Sgobbo (Ariano di Puglia, 1901 – 1993) è stato un medico, archeologo e ispettore onorario per i beni archeologici italiano.

## Biografia
È noto per aver scoperto, unitamente al paletnologo Ugo Rellini, il sito archeologico neolitico de La Starza (Ariano Irpino) all'interno di una cava di gesso. Ha inoltre esplorato le rovine delle due città romane di Compsa ed Aeculanum, nel Sannio irpino.

## Opere
Tra gli scritti: 
- La città campana delle "Saturae" di Petronio, yip. della Regia Accademia dei Lincei - dicembre 1922
- Frammenti de libro XIV delle saturae di Petronio,  estratto dai rendiconti della classe di Scienze morali, storiche e filologiche, ser. VI, vol. I, fasc. 7°-10°,  G.Bardi, tip. della R. Accademia dei Lincei, Roma 1930
- Regione IV (Samnium) XXII - Mirabella Eclano - Monumenti epigrafici oschi scoperti ad Aeclanum,  atti della R. Accademia dei Lincei - Notizia degli scavi di antichità - estratto dal vol. VI, Serv, VI, fasc. 7°-8°-9°,  G.Bardi, Tip. della R. Accademia dei Lincei, Roma 1930
- La fortificazione romana di Aeclanum,  estratto dagli atti del 2º Congresso Nazionale di Studi Romani,  ed. Cremonese, Roma 1931, XI
- Serino - L'acquedotto romano della Campania "Fontis Augustei Aquaeductus". Notizie degli Scavi di Antichità (NSc), Serie 6, v. 14: pp. 75-97. Napoli: R. Accademia dei Lincei. 1938
- Il maggior tempio del foro di Cuma e la munificenza degli HEII cumani in epoca sannitica,  estratto del Vol. LII dei rendiconti dell'Accademia di archeologia, lettere e belle arti di Napoli 1977,  Arte Tipografica, Napoli 1978